# レズビアンバー
レズビアンバーとは女性同性愛者のためのバーである。

## 歴史
一部のレズビアンバーの中にはクィアを掲げたバーへと生まれ変わっているものもある。

### 日本
レズビアンバー1号店はいつ何処にできたかは未検証だが、1963年8月1日号の『週刊現代』「東京同性愛地帯のインテリ女性たち」や、1966年11月23日号の『週刊漫画サンデー』「深く、静かに流行する"レスビアン"」、1967年9月25日号『平凡パンチ』「レズビアン・バーに潜入」などにはビアンバーについての記述がある。
因みに戦後の新宿二丁目のゲイバー1号店「イプセン」（1951年）にもレズビアンは来店していたとされ、その中には駐留アメリカ軍の女性兵士も含まれていた。
東京新宿二丁目に「百合の小道」」、またはL字カーブを描いていることから「L通り」（Lロード）といわれる、女性同性愛者が集まる一角があり、そこに多く集まっている。かつては数軒程度しかなかったが、比較的近年からはこの通りを中心に30軒程度あると言われている。
Lロードではないが、同じ二丁目に男装バーも1軒ある。殆どの店はレディース・オンリーで男性客は入店できない。